# بادشکن
بادشکن

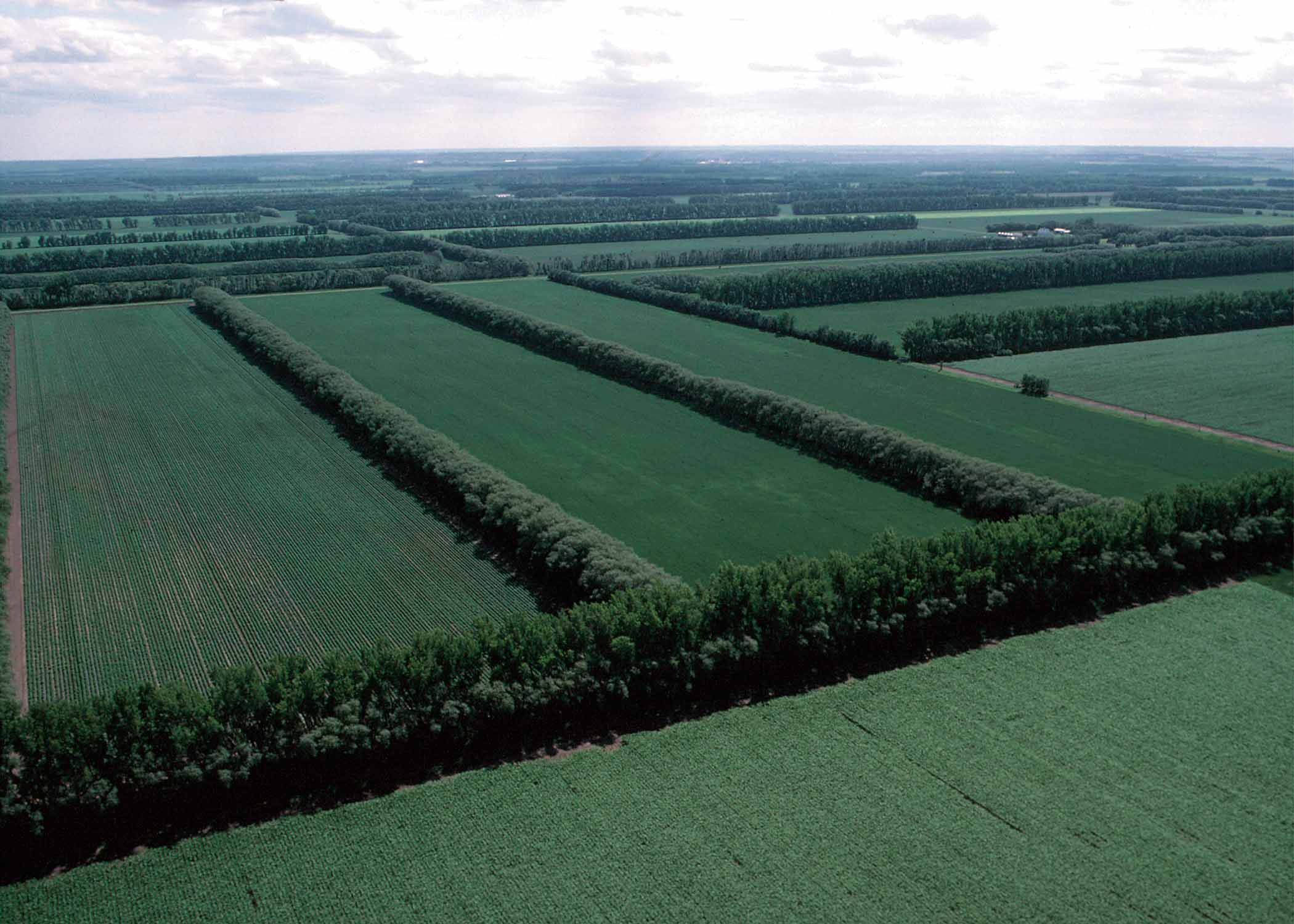
استفاده از درختان به‌عنوان بادشکن زنده در مزارع

یک روش بیومکانیکی حفاظت خاک در برابر فرسایش بادی است که در این روش، موانعی در مقابل باد قرار می‌گیرند تا جلوی سرعت باد را قبل از رسیدن به سرعت آستانه بگیرد که این موانع را بادشکن گویند.
بادشکن‌ها به دو صورت زنده مانند کاشت درختان، درختچه‌ها و بوته‌ها و غیر زنده مانند استفاده از چپر، حصیر، نی یا تنه درختانند که عمدتاً از مورد اول استفاده می‌کنند.